# Marco Krainz
Marco Krainz (17 maggio 1997) è un calciatore austriaco, centrocampista dell'EN Paralimni.

## Carriera

### Club
Krainz è cresciuto nel settore giovanile del Rapid Vienna e nel 2015 è stato ceduto a titolo definitivo all'Austria Lustenau. Ha esordito nel calcio professionistico il 23 ottobre 2015 nell'incontro di 2. Liga vinto 2-1 contro il Wacker Innsbruck ed il 6 maggio 2016 ha segnato il suo primo gol contro il LASK.
Nel gennaio del 2020 è passato a titolo definitivo al Floridsdorfer. Due anni e mezzo dopo, il 31 agosto 2022 è passato a parametro zero al Blau-Weiß Linz.

### Nazionale
Ha giocato nelle nazionali giovanili austriache Under-16, Under-17, Under-18, Under-19 ed Under-21.

## Statistiche

### Presenze e reti nei club
Statistiche aggiornate al 6 aprile 2024.
| Stagione        | Squadra             | Campionato      | Campionato | Campionato | Coppe nazionali | Coppe nazionali | Coppe nazionali | Coppe continentali | Coppe continentali | Coppe continentali | Altre coppe | Altre coppe | Altre coppe | Totale | Totale | Totale |
| Stagione        | Squadra             | Comp            | Pres       | Reti       | Comp            | Pres            | Reti            | Comp               | Pres               | Reti               | Comp        | Pres        | Reti        | Pres   | Reti   |        |
| --------------- | ------------------- | --------------- | ---------- | ---------- | --------------- | --------------- | --------------- | ------------------ | ------------------ | ------------------ | ----------- | ----------- | ----------- | ------ | ------ | ------ |
| 2015-2016       | Austria Lustenau    | 1L              | 11         | 1          | CA              | 0               | 0               |                    | -                  | -                  |             | -           | -           | 11     | 1      |        |
| 2016-2017       | Austria Lustenau    | 1L              | 23         | 1          | CA              | 1               | 0               |                    | -                  | -                  |             | -           | -           | 24     | 1      |        |
| 2017-2018       | Austria Lustenau    | 1L              | 31         | 2          | CA              | 2               | 0               |                    | -                  | -                  |             | -           | -           | 33     | 2      |        |
| 2018-2019       | Austria Lustenau    | 2L              | 25         | 1          | CA              | 3               | 0               |                    | -                  | -                  |             | -           | -           | 28     | 1      |        |
| 2019-gen. 2020  | Austria Lustenau    | 2L              | 12         | 0          | CA              | 3               | 0               |                    | -                  | -                  |             | -           | -           | 15     | 0      |        |
| 2019-gen. 2020  | Austria Lustenau II | RL              | 1          | 0          |                 | -               | -               |                    | -                  | -                  |             | -           | -           | 1      | 0      |        |
| gen.-giu. 2020  | Floridsdorfer       | 2L              | 10         | 2          | CA              | 0               | 0               |                    | -                  | -                  |             | -           | -           | 10     | 2      |        |
| 2020-2021       | Floridsdorfer       | 2L              | 26         | 1          | CA              | 2               | 0               |                    | -                  | -                  |             | -           | -           | 28     | 1      |        |
| 2021-2022       | Floridsdorfer       | 2L              | 29         | 4          | CA              | 4               | 1               |                    | -                  | -                  |             | -           | -           | 33     | 5      |        |
| 2022-2023       | Blau-Weiß Linz      | 2L              | 17         | 0          | CA              | 1               | 0               |                    | -                  | -                  |             | -           | -           | 18     | 0      |        |
| 2023-2024       | Blau-Weiß Linz      | BL              | 25         | 0          | CA              | 2               | 1               |                    | -                  | -                  |             | -           | -           | 27     | 1      |        |
| Totale carriera | Totale carriera     | Totale carriera | 210        | 12         |                 | 18              | 2               |                    | -                  | -                  |             | -           | -           | 228    | 14     |        |

## Palmarès

### Club

#### Competizioni nazionali
- 2. Liga: 1

Blau-Weiß Linz: 2022-2023